# 1293
1293 (MCCXCIII) fue un año común comenzado en jueves del calendario juliano.

## Acontecimientos
- 27 de mayo: en Kamakura (Japón), un terremoto de 7,5 deja un saldo de 23.000 muertos.
- En Alcalá de Henares, el rey Sancho IV de Castilla funda el Studium General, germen de la futura Universidad Cisneriana de Alcalá de Henares.

## Nacimientos
- Beatriz de Castilla, futura reina de Portugal. Hija de Sancho IV de Castilla, y de María de Molina.

## Fallecimientos
- Blanca Alfonso de Molina, hija del infante Alfonso de Molina, nieta del rey Alfonso IX de León, y hermanastra de la reina María de Molina.
- 21 de agosto: Pierre d'Abernon, poeta anglo-normando.